# Stendorfer See
Der Stendorfer See liegt westlich von Kasseedorf, östlich des Gutes Stendorf / Gemeinde Kasseedorf im Kreis Ostholstein in Schleswig-Holstein.
Er liegt in der Holsteinischen Schweiz umgeben von einer hügeligen Moränenlandschaft. Der See befindet sich im Besitz des Gutes Stendorf und ist somit einer der wenigen privaten Seen in Schleswig-Holstein über 50 Hektar.
Der See hat eine längliche Form mit einer maximalen Länge von etwa 1500 m und einer maximalen Breite von etwa 700 m. Er hat eine Größe von etwa 55 ha und eine maximale Tiefe von etwa 8 m, die er nahe seinem nordöstlichen Ufer erreicht. Er liegt etwa auf 32,5 m ü. NN.
Der Stendorfer See wird von Osten nach Westen von der Schwentine durchflossen. Zudem entwässern über ihn einige kleinere Seen und Teiche – u. a.  der südwestlich gelegene Kolksee und der Oberteich.
Er wird als Angelsee genutzt. Neben Hechten, Aalen, Barschen, Schleien und besetzten Karpfen lassen sich gelegentlich Rutten fangen.